# 에다미쓰역
에다미쓰역(일본어: 枝光駅)은 일본 후쿠오카현 기타큐슈시 야하타히가시구에 위치한 규슈 여객철도 소속 철도역이며, 가고시마 본선 정차역이다.

## 역 구조 및 승강장
상대식 승강장 2면 2선을 가지는 고가역. 1번 승강장에 가고시마 본선 하행선 열차, 2번 승강장에 가고시마 본선 상행선 열차가 발착한다.
규슈 교통 기획이 역 업무를 실시하는 업무 위탁역이므로, 발권 창구가 설치되어 있다. 스페이스 월드가 개장했을 때는 스페이스 월드의 근처역으로서 자리매김되어 역 구내에 스페이스 월드의 이미지 캐릭터 「럭키 래빗」 「비키라빗트」의 일러스트가 그려져 쾌속 열차나 일부 특급 열차도 정차하고 있었지만, 스페이스 월드 역이 개업한 이후 쾌속 열차는 통과 되어 일러스트도 지워지고 있다. 스페이스 월드의 이미지 칼라의 도장이 일부에 남아 있다.
| 플랫폼 | 노선            | 방향   | 행선지                             |
| 1      | ■ 가고시마 본선 | 하행선 | 오리오 · 하카타 · 오무타 방면      |
| 2      | ■ 가고시마 본선 | 상행선 | 고쿠라 · 모지 항 · 시모노세키 방면 |

## 역 주변
- 기타큐슈 야하타 로얄호텔
- 도다 온천 시사이드 스파

## 인접 역
| 가고시마 본선       | 가고시마 본선 | 가고시마 본선              |
| ------------------- | ------------- | -------------------------- |
| 도바타 모지 항 방면 | ■ 쾌속 · 보통 | 스페이스월드 가고시마 방면 |